# Иннокентьевский сельсовет (Архаринский район)
Инноке́нтьевский сельсове́т — муниципальное образование со статусом сельского поселения в составе Архаринского района Амурской области.
Административный центр — село Иннокентьевка.

## История
18 ноября 2005 года в соответствии с Законом Амурской области № 91-ОЗ муниципальное образование наделено статусом сельского поселения.

## Население
| 2002 | 2010 | 2011 | 2012 | 2013 | 2014 | 2015 |
| ---- | ---- | ---- | ---- | ---- | ---- | ---- |
| 799  | ↘575 | ↘572 | ↘567 | ↘536 | ↘512 | ↘498 |
| 2016 | 2017 | 2018 | 2019 | 2020 | 2021 |      |
| ↘462 | ↘442 | ↘439 | ↘426 | ↘407 | ↗524 |      |

## Состав сельского поселения
| № | Населённый пункт | Тип населённого пункта       | Население |
| - | ---------------- | ---------------------------- | --------- |
| 1 | Иннокентьевка    | село, административный центр | ↘405      |
| 2 | Красный Луч      | село                         | ↗34       |